# Final de la Recopa d'Europa de futbol de 1982
La final de la Recopa d'Europa de 1982 va ser un partit de futbol disputat entre el FC Barcelona i l'Standard de Lieja de Bèlgica. Va ser el partit final de la Recopa d'Europa de 1981–82 i la 22a final de la Recopa d'Europa. La final es va celebrar el 12 de maig de 1982 al Camp Nou de Barcelona, Catalunya, l'estadi del FC Barcelona. El Barça, que no va poder comptar amb la seva estrella Bernd Schuster per lesió, va guanyar el partit per 2-1 gràcies als gols d'Allan Simonsen i Quini. El segon gol del Barcelona va ser després d'una falta la qual el jugador del Barça Quini va xutar abans que l'àrbitre xiulés. Tot i això l'àrbitre va validar aquest gol, cosa que va provocar molta frustració als jugadors de l'Standard. El central de l'Standard Liège, Walter Meeuws, va ser expulsat en l'últim minut després de rebre la seva segona targeta groga per una falta sobre Lobo Carrasco a causa d'aquest incident.
Va ser la primera final de la Recopa de Campions, on l'àrbitre anava acompanyat per tres jutges de línia, en lloc de dos.

## Ruta cap a la final
| FC Barcelona             | FC Barcelona | FC Barcelona | FC Barcelona |                 | Standard Liège | Standard Liège | Standard Liège | Standard Liège |
| ------------------------ | ------------ | ------------ | ------------ | --------------- | -------------- | -------------- | -------------- | -------------- |
| Opponent                 | Agr.         | Anada        | Tornada      |                 | Oponent        | Agr.           | Anada          | Tornada        |
| Botev Plovdiv            | 4–2          | 4–1 (H)      | 0–1 (A)      | Primera ronda   | Floriana       | 12–1           | 3–1 (A)        | 9–0 (H)        |
| Dukla Prague             | 4–1          | 0–1 (A)      | 4–0 (H)      | Segona ronda    | Vasas          | 4–1            | 2–0 (A)        | 2–1 (H)        |
| 1. FC Lokomotive Leipzig | 4–2          | 3–0 (A)      | 1–2 (H)      | Quarts de final | Porto          | 4–2            | 2–0 (H)        | 2–2 (A)        |
| Tottenham Hotspur FC     | 2–1          | 1–1 (A)      | 1–0 (H)      | Semifinals      | Dinamo Tbilisi | 2–0            | 1–0 (A)        | 1–0 (H)        |

## Partit

### Detalls
| FC Barcelona               | 2–1     | Standard Liège   |
| -------------------------- | ------- | ---------------- |
| Simonsen 45+2' · Quini 63' | Informe | Vandersmissen 8' |

| Barcelona | Standard Liège |

| GK          | 1  | Urruti              |     |
| DF          | 2  | Gerardo             |     |
| DF          | 3  | Migueli             | 25' |
| DF          | 4  | Manolo              | 83' |
| MF          | 5  | Tente Sánchez (c)   |     |
| DF          | 6  | José Ramón Alexanko |     |
| FW          | 7  | Allan Simonsen      |     |
| MF          | 8  | Josep Moratalla     |     |
| FW          | 9  | Quini               |     |
| MF          | 10 | Esteban             |     |
| FW          | 11 | Lobo Carrasco       |     |
| Suplents:   |    |                     |     |
| DF          | 12 | Antoni Olmo         |     |
| GK          | 13 | Pedro Artola        |     |
| DF          | 14 | Pepito Ramos        |     |
| DF          | 15 | Rafael Zuviría      |     |
| FW          | 16 | Enrique Morán       |     |
| Entrenador: |    |                     |     |
| Udo Lattek  |    |                     |     |

| GK               | 1  | Michel Preud'homme |          |  |
| DF               | 2  | Eric Gerets (c)    |          |  |
| DF               | 3  | Gerard Plessers    |          |  |
| DF               | 4  | Theo Poel          |          |  |
| DF               | 5  | Walter Meeuws      | 31', 89' |  |
| MF               | 6  | Guy Vandersmissen  | 85'      |  |
| FW               | 7  | Simon Tahamata     |          |  |
| MF               | 8  | Jos Daerden        |          |  |
| MF               | 9  | Arie Haan          | 71'      |  |
| FW               | 10 | Benny Wendt        | 27'      |  |
| MF               | 11 | René Botteron      |          |  |
| Suplents:        |    |                    |          |  |
| MF               | 12 | Roberto Sciascia   |          |  |
| GK               | 13 | Gilbert Bodart     |          |  |
| FW               | 14 | Tony Englebert     |          |  |
| MF               | 15 | Pascal Delbrouck   |          |  |
| FW               | 16 | Eddy Voordeckers   |          |  |
| Entrenador:      |    |                    |          |  |
| Raymond Goethals |    |                    |          |  |

|  | Regles del partit - 90 minuts. - 30 minuts de temps extra si cal. - Tanda de penals si el marcador continua empatat. - Cinc suplents designats. - Màxim de dues substitucions. |